# پارک ویو حنوبی (کنتاکی)
پارک ویو حنوبی (به انگلیسی: South Park View) شهری در ایالت کنتاکی کشور ایالات متحده آمریکا است که جمعیت آن در سرشماری سال ۲۰۱۰ میلادی، ۷ نفر بوده‌است.